# 米田雄郎
米田雄郎（よねだ　ゆうろう、1891年（明治24年）11月1日 - 1959年（昭和34年）3月5日）は、大正・昭和前期の歌人。出生名、米田菊次。本名、米田雄還。同じく歌人の米田登は次男。

## 略歴
奈良県磯城郡川西村（現・川西町）の農家の長男として生まれる。尋常小学校卒業後、伯父が住職を務める香久山村の法念寺に寄寓。1907年（明治40年）、大阪市の上宮中学に入学。18歳より短歌を始め、若山牧水の添削を受ける。1911年（明治44年）前田夕暮の白日社に入社し、雄郎の筆名を使い始め、自由律短歌及び定型律短歌を作る。1917年（大正6年）には歌集「日没」を発行。
早稲田大学中退後、1918年（大正7年）滋賀県蒲生郡（現・東近江市）石塔町の浄土宗寺院・極楽寺住職となり、また高等小学校の代用教員も務める。綺田町の画家野口謙蔵と生涯の親交を結ぶ。1926年（大正15年）、滋賀県歌人連盟を結成。
1930年（昭和5年）には歌集「朝の挨拶」を、1935年（昭和10年）には歌集「青天人」を発行した。前田夕暮没後、1952年（昭和27年）「好日」を創刊、滋賀文学会設立。1956年（昭和31年）歌集「忘却」を発行。1959年（昭和34年）68歳で没。
　

## 遺歌集
- 「終焉の地」
- 「米田雄郎全歌集」

代表歌
村人にお茶をくんであげる、おぼんの上のさくらの花びら
しづやかに輪廻生死の世なりけり春くる空のかすみしてけり